# 夜汽車 (童謡)
夜汽車（よぎしゃ、ドイツ語：Wenn ich ein Vöglein wär）は有名なドイツ語の民謡である。今日最もよく知られている歌詞はヨハン・ゴットフリート・ヘルダーによる版のものである。原詩は「もし私が小鳥であったら」（Wenn ich ein Vöglein wär）で始まる恋愛歌で、スイスのドイツ語圏の民謡の可能性が大きい。

## 源流
この歌のメロディーは、ヨハン・フリードリヒ・ライヒャルトが1800年に書いた歌劇『Lieb’ und Treue』に初めて現れた。そこではスイス民謡とされている。ヘルダーの歌詞は最初に彼の詩集『Volklieder』 (1778/79年)で刊行された。これより早期の版が、1756年の歌のチラシに既に見られる。この歌がスイス由来ということは確かであるようだ。
今ここにいない恋人への思いを絶え間なく巡らせているある男の憧憬の念が表現されているこの歌は、19世紀に広く受け入れられた。多くの歌集では、この歌をヘルダーの3番まである版の形式で出版し、1806年には歌集「少年の魔法の角笛」に引き継がれた。ハインリヒ・ハイネの詩『Ich steh auf des Berges Spitze』 (1823年)やヨーゼフ・フォン・アイヒェンドルフの『Aus dem Leben eines Taugenichts （のらくら者の日記）』では既にこの歌が文学的なものと見なされている。このほか、歌詞やメロディが大きく異なったバリアントが流通しており、例としてフランツ・ヴィルヘルム・フォン・ディトフルト (de:Franz Wilhelm von Ditfurth)の1855年の歌集「Fränkische Volkslieder」がある。カール・マリア・フォン・ウェーバー、ロベルト・シューマン、アドルフ・イェンゼン、フェルディナント・ヒラーらが、ヘルダー版の詩に新たに曲を施している。
この曲は、音楽的に重厚なもの（例えばHermann Josef Nellessenによるもの）や、ユーモラスで文学的なもの（例えばヨアヒム・リンゲルナッツやHeinz Erhardtによるもの）から公共の場におけるインスタレーション (Christian Rösner)に至るまで、数多くの改変を経てきた。20世紀にはたびたび歌集に納められたり、絵葉書のモチーフとして用いられたり、録音媒体で様々なバージョンが広められたりした。アンドレ・プレヴィンは1999-2001年に当時の妻であったアンエ・ゾフィー・ムターのために作曲したバイオリン協奏曲の第3楽章に、この歌の旋律の一部を引用している。但し、幾つかの音型を自由に分解・変形・結合したものであり、曲全体の直接引用ではない。

## 原詩
| ドイツ語の原詩 | 日本語直訳（GFDL） |
| --- | --- |

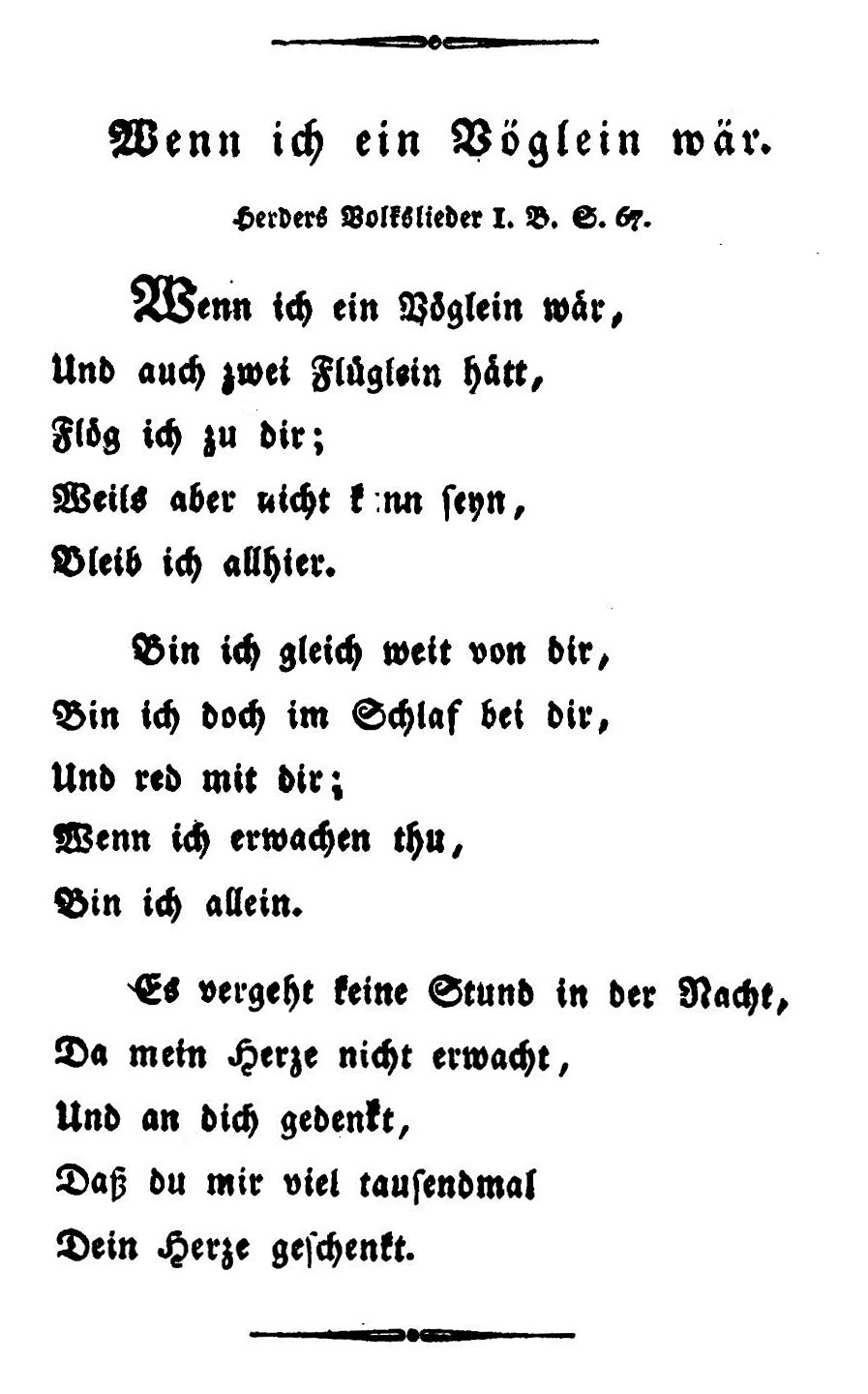
ヨハン・フリードリヒ・ライヒャルトの民謡集にある原詩

| Wenn ich ein Vöglein wär' Wenn ich ein Vöglein wär' Und auch zwei Flüglein hätt', Flög' ich zu dir. Weil's aber nicht kann sein, Bleib' ich allhier. | もしも私が小鳥ならば もしも私が小鳥ならば そして二つの翼があれば、 あなたの処へ飛んで行く。 でもそれはできない、 ここにひとりで残る。 |

## 日本語版
日本では、詩人の勝承夫が原曲に「いつもいつも通る夜汽車」で始まる歌詞を当てはめた歌で、1950年ごろ作られて童謡として広く歌われている。子供の時に家のそばを通った夜汽車を思い出すという勝承夫の歌詞は、原詩の恋愛歌と関係ないが、外国の唱歌を導入したという点で一応「翻訳唱歌」であろう。
他に「もしもぼくが小鳥だったらいいのに」という、ドイツ語原歌詞に沿った歌詞もある。

## 参照項目
- 翻訳唱歌
- 小学唱歌集
- 五線譜